# Róma (televíziós sorozat)
A Róma (eredeti cím: Rome) egy amerikai-brit-olasz történelmi dráma az HBO, a BBC és a RAI közös produkciójában. Magyarországon 2006. március 3-án az első két részt sugározta le az HBO, majd minden pénteken a soron következő részt. A második évad vetítésére 2007 októberében és novemberében kerül sor. Az USA-ban 2005. augusztus 28. és 2005. november 20. között adta az HBO. DVD-n idehaza 2006 harmadik negyedévében jelent meg. A második évadot 2007. január 14. és 2007. március 25. között sugározták, a DVD kiadásra pedig még a nyár folyamán sor került. Magyarországon „16 éven aluliak számára nem ajánlott” korhatár-besorolással sugározták, a DVD-kiadás „18 éven aluliak számára nem ajánlott”-jelzést kapott.

## Szereplők
| Szerep                | Színész (1. évad) | Színész (2. évad)         | Magyar hang                                 |
| --------------------- | ----------------- | ------------------------- | ------------------------------------------- |
| Lucius Vorenus        | Kevin McKidd      | Kevin McKidd              | Stohl András                                |
| Titus Pullo           | Ray Stevenson     | Ray Stevenson             | Király Attila                               |
| Julius Caesar         | Ciarán Hinds      | Ciarán Hinds (cameo)      | Haás Vander Péter                           |
| Pompeius Magnus       | Kenneth Cranham   |                           | Kristóf Tibor                               |
| Atia                  | Polly Walker      | Polly Walker              | Farkasinszky Edit                           |
| Marcus Antonius       | James Purefoy     | James Purefoy             | Viczián Ottó                                |
| Marcus Junius Brutus  | Tobias Menzies    | Tobias Menzies            | Dányi Krisztián                             |
| Servilia              | Lindsay Duncan    | Lindsay Duncan            | Ősi Ildikó                                  |
| Niobe                 | Indira Varma      | Indira Varma (cameo)      | Németh Borbála                              |
| Octavianus            | Max Pirkis        | Max Pirkis; Simon Woods   | Gacsal Ádám (1 évad) Hujber Ferenc (2 évad) |
| Posca                 | Nicholas Woodeson | Nicholas Woodeson         | Orosz István                                |
| Octavia               | Kerry Condon      | Kerry Condon              | Kiss Virág                                  |
| Quintus Pompeius      | Rick Warden       | Rick Warden               |                                             |
| Porcius Cato          | Karl Johnson      |                           |                                             |
| Marcus Tullius Cicero | David Bamber      | David Bamber              | Lippai László                               |
| Timon                 | Lee Boardman      | Lee Boardman              |                                             |
| Mascius               | Michael Nardone   | Michael Nardone           |                                             |
| Eirene                | Chiara Mastalli   | Chiara Mastalli           | Molnár Ilona                                |
| Kleopátra             | Lyndsey Marshal   | Lyndsey Marshal           | Györgyi Anna                                |
| Gaia                  |                   | Zuleikha Robinson         | Kéri Kitty                                  |
| Jocasta               |                   | Camilla Rutherford        | Dögei Éva                                   |
| Marcus Agrippa        |                   | Allen Leech               | Hamvas Dániel                               |
| Maecenas              |                   | Alex Wyndham              | Előd Álmos                                  |
| Caesarion             |                   | Nicolò Brecci; Max Baldry |                                             |
| Levi                  |                   | Nigel Lindsay             |                                             |
| Vorena                | Coral Amiga       | Coral Amiga               | Bogdányi Titanilla                          |
| Lepidus               |                   | Ronan Vibert              | Végh Péter                                  |

## Cselekmény és epizódlista

### Alaptörténet
A Krisztus előtti 52-ik évben járunk. A köztársaság megalapítása óta Róma, a világ leggazdagabb városa egymillió lakossal rendelkezik és egy terjeszkedő birodalom központja. A köztársaság eddig a megosztott hatalom és személyes versengés elvére alapult, senkinek se engedélyezve a hatalom teljes megkaparintását. Ezek az alapok azonban most szétesőben vannak, felemészti őket a korrupció. Az uralkodó osztály egyre gátlástalanabbul növeli vagyonát, meggyalázva a spártai fegyelem értékrendjét és egységét. Az osztályok közti szakadék egyre nő, a jogi- és politikai rendszer meggyengült, a hatalom egyre erősebben a katonaság kezébe összpontosul.
Miután a nyolcéves háborúskodást követően Caius Julius Caesar sikerrel meghódította Galliát, visszatérni készül Itáliába. Vele vannak harcedzett légiói, a bizalmi emberei és rengeteg rabszolga. Arany és más zsákmány mellett egy elképzelést is visz magával arról, milyen gyökeres társadalmi változásokra van szükség Rómában. A megrettent arisztokraták azzal fenyegetőznek, hogy mondvacsinált okokkal bíróság elé állítják, ha beteszi lábát a városba. A szenátusban az erőegyensúlyt Caesar régi barátja, társa és mentora, Pompeius Magnus tartja fenn.
Ebben a helyzetben Caesar 13. légiójának két katonája, Lucius Vorenus és Titus Pullo parancsot kap, hogy induljanak a gall vadonba, és szerezzék vissza Caesar légióinak ellopott jelvényét. Ez indítja el a körülmények különös láncolatát, melyek egymásba fonódnak az ókori Róma történetének sorsfordító eseményeiben.

### Első évad
| Sor. | Év. | Cím                                                                                       | Rendező        | Író                         | Premier                                |
| --- | --- | ----------------------------------------------------------------------------------------- | -------------- | --------------------------- | -------------------------------------- |
| 1. | 1.  | Az ellopott sas (The Stolen Eagle)                                                        | Michael Apted  | Bruno Heller                | 2005. augusztus 28. 2006. március 3.   |
| Miközben Gaius Julius Caesar a nyolc éve tartó háború végén, i. e. 52-ben győzedelmeskedik a gallok felett, aggasztó hírek érkeznek az örök városból, a politikai ellenfelei ármánykodnak ellene. Diadalát beárnyékolja, hogy ellopják hadseregének jelvényét. Caesar parancsnoka, Marcus Antonius megbízza Vorenus századost és Pullo légióst, hogy próbálják kideríteni, ki áll az ügy hátterében. Rómában a Cato, Cicero és Scipio vezette idős szenátorok aggódnak Caesar növekvő népszerűsége miatt. Caesar a barátját, Pompeust javasolja a birodalom élére.                               |     |                                                                                           |                |                             |                                        |
| 2. | 2.  | Hogy döntötte meg Titus Pullo a köztársaságot (How Titus Pullo Brought Down the Republic) | Michael Apted  | Bruno Heller                | 2005. szeptember 4. 2006. március 3.   |
| Miután Caesar néptribunussá nevezi ki, Marcus Antoinus visszatér Rómába Vorenussal és Pullóval. Míg ez utóbbi a bordélyházban szórakozik, Vorenus nyolc év után találkozik újra a feleségével, aki már halottnak hitte őt. A szenátus, attól félve, hogy Caesar magához akarja ragadni a hatalmat, nem engedélyezi a győztes hadvezér számára a diadalmenetet, sőt, Pompeius le akarja váltani Caesart a hadsereg éléről. Az idegek pattanásig feszülnek mindkét politikai oldalon, a legkisebb szikra is elég ahhoz, hogy kirobbanjon az ellenségeskedés. Pullo csetepatét idéz elő a Fórumnál. |     |                                                                                           |                |                             |                                        |
| 3. | 3.  | Bagoly a csipkebokorban (An Owl in a Thornbush)                                           | Michael Apted  | Bruno Heller                | 2005. szeptember 11. 2006. március 10. |
| Caesar csapatai szinte ellenállás nélkül nyomulnak előre Róma felé. Mindez megrettenti a politikai ellenfeleit. Pompeus arra az elhatározásra jut, hogy harc nélkül átengedi neki a várost. Előtte azonban arra kényszeríti a patríciusokat, hogy valljanak színt, melyiküket támogatják. Míg Caesar szeretője, Servilia Rómában marad, addig a fia, Brutus elmenekül Pompeus híveivel. A zavargások láttán Caesar unokahúga, Atia felfogad egy zsoldost, Timont, hogy védje meg őt, és a fiát, a kis Octavianust. A Pullo vezette katonai egység a külvárosban feltartóztat egy szekeret.       |     |                                                                                           |                |                             |                                        |
| 4. | 4.  | Aki Saturnustól lop (Stealing from Saturn)                                                | Julian Farino  | Bruno Heller                | 2005. szeptember 18. 2006. március 17. |
| Mivel Pompeius serege Róma közelében vert tábort, Caesar megpróbálja mielőbb megszilárdítani hatalmát a városban. Atia ünnepséget szervez a hazatért Caesar tiszteletére. A hosszú katonai szolgálat után Vorenus üzletemberként próbál érvényesülni. Pullo elfogja az ellenséges vezér fiát, Quintus Pompeiust. Mégsem örülhet a sikernek, mert Caesar szabadon engedi Quintust. Azzal az üzenettel küldi őt az apja táborába, hogy kössenek fegyverszünetet. Caesar nagyon jól tudja, hogy Pompeius ezt sohasem fogja elfogadni.                                                               |     |                                                                                           |                |                             |                                        |
| 5. | 5.  | Megkezdődik az ostrom (The Ram has Touched the Wall)                                      | Allen Coulter  | Bruno Heller                | 2005. szeptember 25. 2006. március 24. |
| Julius Caesar mérlegeli Pompeius válaszát, amelyet a fegyverszüneti tárgyalásra vonatkozóan adott. Marcus Antonius azt javasolja neki, hogy mielőbb támadják és semmisítsék meg az ellenfél seregét. Lucius Vorenus üzleti vállalkozása nem az elképzelések szerint alakul, a kevés jövedelemből alig telik a családja támogatására. Atia titkos tervet sző annak érdekében, hogy Caesart elválassza Serviliától. Pullo azt a feladatot kapja, hogy tanítsa meg Ocatvianust a fegyverforgatás alapjaira, ám a tanulásnak néhány lecke után vége szakad.                                          |     |                                                                                           |                |                             |                                        |
| 6. | 6.  | Egeria (Egeria)                                                                           | Alan Poul      | John Milius és Bruno Heller | 2005. október 2. 2006. március 31.     |
| A két ellenfél összecsapásában Julius Caesar légiói kerekednek fölül, és a megvert ellenség nyomába erednek. Eközben Marcus Antonius irányítja Róma városának életét. Hamarosan rossz hírek érkeznek, miszerint fordult a kocka, és immár Pompeius üldözi Caesart. Antoniusnak választania kell, kitart, és továbbra is támogatja parancsnokát, vagy szembefordul vele, ahogy Atia és Pompeius kívánja. Pullo elviszi Octavianust egy bordélyházba. Vorenus és Niobé újra fölfedezi a szerelmet, ám boldogságuk nem tart sokáig.                                                                 |     |                                                                                           |                |                             |                                        |
| 7. | 7.  | Pharsalus (Pharsalus)                                                                     | Tim Van Patten | David Frankel               | 2005. október 9. 2006. április 7.      |
| Vorenus és Pullo túléli az Adriai tengeri kalandot. Görögországban Pompeus elhatározza, hogy megtámadja Caesar legyengült csapatait, akiknek nincs más lehetőségük, minthogy összeszedjék minden erejüket. Rómában Atia ráveszi Octaviát, hogy szívességet kérjen Serviliától. |     |                                                                                           |                |                             |                                        |
| 8. | 8.  | Caesario (Caesarion)                                                                      | Steve Shill    | William J. MacDonald        | 2005. október 16. 2006. április 14.    |
| Pompeust Egyiptomba üldözve, Caesar megérkezik Alexandriába és találkozik a XIII. Ptolemaiosszal, a gyermekkirállyal, aki különös ajándékkal lepi meg. Vorenus és Pullo ismét hősi cselekedetet hajt végre: kiszabadítják a gyermekkirály lánytestvérét, Kleopatrát. Caesar szeretné behajtani régi egyiptomi adósságát, megsérti a stratégiai egységet, hogy biztosítsa az örökségét. |     |                                                                                           |                |                             |                                        |
| 9. | 9.  | Utica (Utica)                                                                             | Jeremy Podeswa | Alexandra Cunningham        | 2005. október 30. 2006. április 21.    |
| Scipio és Cato legyőzésével Caesar hősként tér haza. Vorenus és Pullo leszámol egy helyi orgyilkossal Erastesszel, akinek Caesar váratlanul megkegyelmez. Servilia tervéhez Octaviát használja fel, hogy titkot tudjon meg Caesar múltjáról. |     |                                                                                           |                |                             |                                        |
| 10. | 10. | Diadal (Triumph)                                                                          | Alan Taylor    | Adrian Hodges               | 2005. november 6. 2006. április 28.    |
| A szenátus egyhangúlag megválasztja Caesart dictatornak, aki bejelenti a háború végét. Diadala tiszteletére öt napig tartó ünneplést és játékokat szervez. Pullo leszerel a katonaságból és a vallás szolgálatába akar állni Eirenevel. Vorenus helyhatósági bíró lesz Posca segítségével; Octavius visszakapja Octaviát az önként vállalt száműzetésből. Servilia a bosszúéhes Quintus Pompeust hívja magához Brutus legnagyobb megdöbbenésére. |     |                                                                                           |                |                             |                                        |
| 11. | 11. | A zsákmány (The Spoils)                                                                   | Mikael Salomon | Bruno Heller                | 2005. november 13. 2006. május 5.      |
| Míg Pullo Erastes alvilágába tér le, Vorenus Caesar megbízásából tárgyal a veterán katonákkal való kapcsolat megszakításáról. Caesar meghívja őt és Niobet Atia egyik lakomájára. Cassius megpróbálja meggyőzni Brutust, hogy a köztársaság élete és halála az ő kezében van. |     |                                                                                           |                |                             |                                        |
| 12. | 12. | Február első napjai (Kalends of February)                                                 | Alan Taylor    | Bruno Heller                | 2005. november 20. 2006. május 12.     |
| Az aréna hasznosítása miatt Pullo és Vorenus a római köznép hőseivé válnak, így Caesar kénytelen megjutalmazni őket azért, amiért normális esetben büntetés járna. Pullo váratlan visszatérését Vorenus házához nem fogadja örömmel korábbi rabszolgája Eirene. Caesar elhatározza, hogy változtat a szenátuson, az új emberek felbőszítik a régi tagokat. Servilia a bosszú forgatókönyvéhez Niobet használja fel. |     |                                                                                           |                |                             |                                        |

### Második évad
| Sor. | Év. | Cím | Rendező        | Író                | Premier                              |
| --- | --- | --- | -------------- | ------------------ | ------------------------------------ |
| 13. | 1.  | Húsvét (Passover) | Tim Van Patten | Bruno Heller       | 2007. január 14. 2007. október 5.    |
| Julius Caesar meggyilkolása után teljes a zűrzavar. Brutus szerint sikerült megmenteni a köztársaságot, az anyja azt reméli, hogy fia Caesar örökébe lép. Eközben Vorenus a halott Niobét siratja. Váratlanul felbukkan a fiatal Lucius, miközben Vorenus két lánya tér haza a nagynénjükkel. Vorenus megátkozza az ifjút. A Caesarról szóló hírek hallatán Atia összeomlik. Octavianus rájön, hogy Servilia felhasználta a Caesarról szóló információt. Atia azt hiszi, hogy Antonius is halott, így el akar menekülni a városból. Octavianus szerint Brutus anyja éppen ezt akarja. Atia immár bosszúra szomjazik… |     | |                |                    |                                      |
| 14. | 2.  | Hádész fia (Son of Hades) | Allen Coulter  | Bruno Heller       | 2007. január 21. 2007. október 5.    |
| Vorenus képtelen elhagyni az ágyát, katatonikus állapotban van. Pullo próbálja megértetni vele, hogy bármi történt is, az élet megy tovább. Marcus Antonius lesz Róma új konzulja. Az egyiptomi királynő, Kleopátra érkezését készíti elő, ami felborzolja Atia kedélyét. Kleopátra Caesart gyászolja. A tárgyalásokon megállapodnak, hogy Róma csapatokat biztosít a királynő trónjának megvédésére, cserébe gabonaszállítmányokat kapnak. Ám van egy vitatott kérdés, mi lesz Caesar fiának, a kis Caesarionnak a sorsa? A rómaiak nem fogadják el törvényes gyermeknek.                                           |     | |                |                    |                                      |
| 15. | 3.  | Ezek hát Marcus Tullius Cicero szavai (These Being the Words of Marcus Tullius Cicero)                                                    | Alan Poul      | Scott Buck         | 2007. január 28. 2007. október 12.   |
| Vorenusnak álmában megjelenik Niobé, és elmondja, hogy a fiatal Lucius ártatlan. A férfi ennek hatására újra életre kap, ő lesz az Aventine kocsma új vezetője. Egyik nap meglátogatja őt Memmio és Carbo. Ez utóbbi elmondása szerint a tizenkét éves unokaöccsét megbecstelenítette egy férfi a kocsmából. Carbo azért jött, hogy engedélyt kérjen tőle, meg akarja ölni a férfit. Amikor kiderül, hogy a fiú pénzért nyújtott szolgáltatást, Vorenus elutasítja Carbo kérését. Emiatt súlyos nézeteltérés alakul ki Vorenus és Pullo között.                                                                      |     | |                |                    |                                      |
| 16. | 4.  | Testudo et Lepidus (A teknős és a nyúl) (Testudo et Lepus (The Tortoise and the Hare))                                                    | Adam Davidson  | Todd Ellis Kessler | 2007. február 4. 2007. október 19.   |
| Így Atia egyik konyhai rabszolgája, Althea énekel. Mindenki elámul, milyen szép hangja van, amikor váratlanul összeesik. Kiderül, hogy az Atiának szánt mérgezett ételből evett. Castornak feltűnik az egyik szolga, Duro gyanús viselkedése. Éppen a fiút vallatja, amikor megérkezik Octavia a barátnőjével. Az anyja elmondja neki, mi történt, és azt is, hogy szerinte Servilia keze van a dologban. A fiú bevallja, hogy Serviliának kémkedett. |     | |                |                    |                                      |
| 17. | 5.  | A köztársaság hősei (Heroes of the Republic)                                                                                              | Alik Szaharov  | Mere Smith         | 2007. február 11. 2007. október 26.  |
| Levi és Timon a város egyik zsinagógájában imádkozik. Marcus Antonius ezalatt Rómától távol, az Alpok erdőségeiben húzódik meg az embereivel. Vorenus és Pullo megpróbálja biztonságba helyezni a gyerekeket. Útközben találkoznak Octavianus katonáival. Megtudják, hogy tizenötezer fős sereg indult Rómába, hogy hatalomra segítsék az új Caesart. Úton a város felé Octavianus találkozik Ciceróval, aki mint a köztársaság hősét üdvözli őt, a Marcus Antonius felett aratott győzelemért. Csak azt sajnálja, hogy Antonius még életben van.                                                                    |     | |                |                    |                                      |
| 18. | 6.  | Philippi (Philippi) | Roger Young    | Eoghan Mahony      | 2007. február 18. 2007. november 2.  |
| Brutus és Cassius Észak-Görögországban gyűjt erőt, de egyre nagyobb gondot jelent a százezres seregük ellátása. Rómában Marcus Antonius és Octavianus titokban szövetségre lép egymással. Octavianus szerint végezni kell Brutus és Cassius támogatóival, mielőtt az egyezségük kitudódik. Octavianus listát készít azokról, akiket el kell távolítani az útból. Antonius néhány személyes ellenségével bővíti a névsort. Atia Jocasta apját is felveteti a listára. A köztársaságpártiak és ellenfeleik serege hamarosan farkasszemet néz egymással. A döntő csata Philippi mezején zajlik.                         |     | |                |                    |                                      |
| 19. | 7.  | Halotti maszk (Death Mask) | John Maybury   | Scott Buck         | 2007. március 4. 2007. november 9.   |
| Servilia a halott fiát, Brutust siratja. Szinte elviselhetetlen fájdalom gyötri. Jocasta szomorú szívvel készül az esküvőjére. A házassággal Atia terve teljes sikerrel járt. Posca és Jocasta esküvőjét Atia villájának udvarán tartják. Atia azt javasolja Marcus Antoniusnak, hogy legközelebb ők is összeházasodhatnának. Az lenne a legnagyobb esküvő, amit valaha láttak. Az eseményt Servilia érkezése zavarja meg, aki a ház előtt, az utcán gyászolja fiát, igazságot követelve. Caesar villájában Lepidus beszámol Octaviusnak és Marcus Antoniusnak, mi történt a szenátusban.                            |     | |                |                    |                                      |
| 20. | 8.  | Kegyetlen hazugság (A Necessary Fiction)                                                                                                  | Carl Franklin  | Todd Ellis Kessler | 2007. március 11. 2007. november 16. |
| Octavianus összejövetelt szervez a gazdag római asszonyoknak a villájában. Miközben a római nők erényét és erkölcsösségét dicséri, az anyja Marcus Antoniusszal bújik ágyba. Octavianus megígéri az asszonyoknak, hogy törvényekkel fogja védeni a házasság és a termékenység szentségét, és szigorúan büntetni a házasságtörést és a szabad szerelmet. Maecenas bemutatja a feleségnek kiszemelt Liviát Octavianusnak. A gond, hogy férjnél van, és van egy fia. Miután Octavianus megtudja, hogy az asszony férje Claudius Nero, biztos benne, hogy a hazafias érzelmű család belemegy a válásba.                  |     | |                |                    |                                      |
| 21. | 9.  | Deus Impeditio Esuritori Nullus (Egy isten sem állíthatja meg az éhezőt) (Deus Impeditio Esuritori Nullus (No God Can Stop a Hungry Man)) | Steve Shill    | Mere Smith         | 2007. március 18. 2007. november 23. |
| Vorenus Niobéval álmodik. A légiós az egyiptomi Alexandriában, Kleopátra palotájában teljesít szolgálatot. Találkozik Poscával, akitől Antonius után kérdezősködik. Megtudja, hogy a trónszobában tanácskozik a római szenátus delegációjával. Bibulus szenátor Róma gabonaellátási gondjairól beszél, ám Antoniust ez a legkevésbé sem érdekli. Háromszoros árat akar a gabonáért, miközben Kleopátra Karthagót követeli. A vita hevében Kleopátra azt javasolja, hogy Marcus Antonius üzenjen hadat Rómának. Ám Antonius megváltóként és nem hódítóként akar hazatérni.                                            |     | |                |                    |                                      |
| 22. | 10. | De Patre Vostro (Ami az apádat illeti) (De Patre Vostro (About Your Father))                                                              | John Maybury   | Bruno Heller       | 2007. március 25. 2007. november 30. |
| Az Octavianus és Marcus Antonius közötti csata Octavianus győzelmével ért véget. Az Antonius és Kleopátra fölötti győzelem híre Rómába is eljut. Ennek alkalmából Caesar villájában Livia „fogadást” tart a rab vendégei, Atia és Octavia számára. Alexandriai táborában Octavianus visszautasítja Marcus Antonius megegyezésről szóló ajánlatát, csak a teljes megadást hajlandó elfogadni. A palotában Antonius és Kleopátra orgiába csapó partit ad. Antonius elzárkózik a megadástól. Kleopátra menekülni akar, míg Antonius a halálban látja az egyetlen megoldást.                                             |     | |                |                    |                                      |

## Külső hivatkozások
- Kedvcsináló: Sorozatjunkie
- Gladiátorok és orgiák: itt a Róma
- 2. évad (hbo.com)
- hbo.hu